# Lijst van hockeyinterlands Groot-Brittannië - Nederland (mannen)
Deze lijst van hockeyinterlands is een overzicht van alle hockeywedstrijden tussen de nationale teams van Groot-Brittannië en Nederland bij de mannen.
Groot-Brittannië en Nederland hebben 42 keer tegen elkaar gespeeld. De eerste ontmoeting in competitieverband was een Olympische wedstrijd op 16 oktober 1968 in Mexico-Stad. Het laatste duel vond op 9 augustus 2012 plaats in Londen tijdens de Olympische Spelen aldaar.

## Wedstrijden

### Competitie
| №  | Plaats      | Datum             | Competitie      | Wedstrijd                    | Uitslag | Doelpuntenmakers |
| -- | ----------- | ----------------- | --------------- | ---------------------------- | ------- | ---------------- |
| 1  | Mexico-Stad | 16 oktober 1968   | OS 1968         | Nederland - Groot-Brittannië | 2 - 1   |                  |
| 2  | München     | 3 september 1972  | OS 1972         | Nederland - Groot-Brittannië | 1 - 3   |                  |
| 3  | Karachi     | 4 januari 1980    | CT 1980         | Nederland - Groot-Brittannië | 4 - 1   |                  |
| 4  | Los Angeles | 5 augustus 1984   | OS 1984         | Nederland - Groot-Brittannië | 3 - 4   |                  |
| 5  | Karachi     | 14 december 1984  | CT 1984         | Nederland – Groot-Brittannië | 1 - 2   |                  |
| 6  | Perth       | 18 november 1985  | CT 1985         | Nederland – Groot-Brittannië | 0 - 2   |                  |
| 7  | Karachi     | 5 april 1986      | CT 1986         | Nederland – Groot-Brittannië | 2 - 1   |                  |
| 8  | Amstelveen  | 26 juni 1987      | CT 1987         | Nederland – Groot-Brittannië | 0 - 1   |                  |
| 9  | Berlijn     | 11 juni 1989      | CT 1989         | Nederland – Groot-Brittannië | 2 - 0   |                  |
| 10 | Melbourne   | 17 november 1990  | CT 1990         | Nederland – Groot-Brittannië | 5 - 0   |                  |
| 11 | Berlijn     | 16 september 1991 | CT 1991         | Nederland – Groot-Brittannië | 3 - 1   |                  |
| 12 | Karachi     | 11 juni 1992      | CT 1992         | Nederland – Groot-Brittannië | 4 - 1   |                  |
| 13 | Lahore      | 23 maart 1994     | CT 1994         | Nederland – Groot-Brittannië | 5 - 2   |                  |
| 14 | Atlanta     | 23 juli 1996      | OS 1996         | Nederland – Groot-Brittannië | 2 - 2   |                  |
| 15 | Amstelveen  | 27 mei 2000       | CT 2000         | Nederland – Groot-Brittannië | 2 - 1   |                  |
| 16 | Sydney      | 16 september 2000 | OS 2000         | Nederland – Groot-Brittannië | 4 - 2   |                  |
| 17 | Amstelveen  | 29 november 2007  | CT 2007         | Groot-Brittannië – Nederland | 0 - 4   |                  |
| 18 | Peking      | 13 augustus 2008  | OS 2008         | Nederland – Groot-Brittannië | 1 - 0   |                  |
| 19 | Madrid      | 2 maart 2004      | OS kwalificatie | Nederland - Groot-Brittannië | 3 - 0   |                  |
| 20 | Londen      | 9 augustus 2012   | OS 2012         | Groot-Brittannië – Nederland | 2 - 9   |                  |
| 21 | Eindhoven   | 2 juni 2019       | HPL 2019        | Nederland - Groot-Brittannië |         |                  |
| 22 | Londen      | 14 juni 2019      | HPL 2019        | Groot-Brittannië – Nederland |         |                  |

### Vriendschappelijk
Alle, door de KNHB erkende, vriendschappelijke wedstrijden vanaf 1960.
| №  | Plaats        | Datum            | Competitie        | Wedstrijd                    | Uitslag | Doelpuntenmakers |
| -- | ------------- | ---------------- | ----------------- | ---------------------------- | ------- | ---------------- |
| 1  | Amsterdam     | 7 mei 1960       | Vriendschappelijk | Nederland - Groot-Brittannië | 0 - 0   |                  |
| 2  | Lyon          | 2 oktober 1963   | Vriendschappelijk | Nederland - Groot-Brittannië | 1 - 1   |                  |
| 3  | Amsterdam     | 29 augustus 1964 | Vriendschappelijk | Nederland - Groot-Brittannië | 0 - 3   |                  |
| 4  | Amstelveen    | 30 april 1966    | Vriendschappelijk | Nederland - Groot-Brittannië | 0 - 0   |                  |
| 5  | Ilkley        | 26 mei 1968      | Vriendschappelijk | Groot-Brittannië - Nederland | 0 - 0   |                  |
| 6  | Watford       | 19 maart 1972    | Vriendschappelijk | Groot-Brittannië - Nederland | 1 - 0   |                  |
| 7  | Montreal      | 19 juli 1975     | Vriendschappelijk | Nederland - Groot-Brittannië | 2 - 1   |                  |
| 8  | Londen        | 13 maart 1976    | Vriendschappelijk | Groot-Brittannië - Nederland | 1 - 1   |                  |
| 9  | Perth         | 29 april 1979    | Vriendschappelijk | Nederland - Groot-Brittannië | 6 - 5   |                  |
| 10 | Maastricht    | 30 juni 1984     | Vriendschappelijk | Nederland - Groot-Brittannië | 3 - 0   |                  |
| 11 | Amstelveen    | 1 juli 1984      | Vriendschappelijk | Nederland - Groot-Brittannië | 1 - 1   |                  |
| 12 | Londen        | 20 oktober 1984  | Vriendschappelijk | Groot-Brittannië - Nederland | 3 - 2   |                  |
| 13 | Koeweit       | 10 januari 1986  | Vriendschappelijk | Nederland - Groot-Brittannië | 3 - 2   |                  |
| 14 | Amstelveen    | 9 augustus 1988  | Vriendschappelijk | Nederland - Groot-Brittannië | 2 - 2   |                  |
| 15 | Luton         | 14 augustus 1988 | Vriendschappelijk | Groot-Brittannië - Nederland | 2 - 1   |                  |
| 16 | Amstelveen    | 21 juni 1990     | Vriendschappelijk | Nederland - Groot-Brittannië | 1 - 0   |                  |
| 17 | Amstelveen    | 3 juni 1992      | Vriendschappelijk | Nederland - Groot-Brittannië | 4 - 3   |                  |
| 18 | Barcelona     | 25 januari 1996  | Vriendschappelijk | Nederland - Groot-Brittannië | 2 - 2   |                  |
| 19 | Milton Keynes | 16 juni 1996     | Vriendschappelijk | Groot-Brittannië - Nederland | 1 - 2   |                  |
| 20 | Amstelveen    | 19 juni 1996     | Vriendschappelijk | Nederland - Groot-Brittannië | 2 - 1   |                  |
| 21 | Hamburg       | 5 augustus 2000  | Hamburg Masters   | Groot-Brittannië - Nederland | 3 - 0   |                  |
| 22 | Uden          | 23 oktober 2007  | Vriendschappelijk | Nederland - Groot-Brittannië | 3 - 1   |                  |
| 23 | Düsseldorf    | 16 juli 2016     | Vriendschappelijk | Groot-Brittannië - Nederland | 3 - 0   |                  |

## Samenvatting
| Competitie           | Totaal gespeeld | Winst Groot-Brittannië | Gelijk | Winst Nederland |
| -------------------- | --------------- | ---------------------- | ------ | --------------- |
| Olympische Spelen    | 7               | 2                      | 1      | 4               |
| Champions Trophy     | 12              | 3                      | 0      | 9               |
| Kwalificatietoernooi | 1               | 0                      | 0      | 1               |
| Vriendschappelijk    | 23              | 6                      | 7      | 10              |
| Totaal               | 43              | 11                     | 8      | 24              |

| Doelsaldo | Groot-Brittannië | Nederland |
| --------- | ---------------- | --------- |
|           | 62               | 96        |

## Niet-erkende wedstrijden
Naast de officiële wedstrijden tussen Groot-Brittannië en Nederland hebben beide teams ook een aantal oefenduels gespeeld. Deze wedstrijden worden niet officieel erkend als interland door de FIH noch de KNHB. Deze lijst is mogelijk niet compleet.
| № | Plaats   | Datum           | Competitie | Wedstrijd                    | Uitslag | Doelpuntenmakers |
| - | -------- | --------------- | ---------- | ---------------------------- | ------- | ---------------- |
| 1 | Alkmaar  | 1 juli 2010     | Oefenduel  | Nederland - Groot-Brittannië | 2 - 0   |                  |
| 2 | Auckland | 1 december 2011 | Oefenduel  | Nederland - Groot-Brittannië | 2 - 2   |                  |
| 3 | Londen   | 28 juni 2012    | Oefenduel  | Nederland - Groot-Brittannië | 2 - 1   |                  |
| 4 | Londen   | 30 juni 2012    | Oefenduel  | Groot-Brittannië - Nederland | 3 - 1   |                  |